# غوستاف هيرشفلد
غوستاف هيرشفلد (بالألمانية: Gustav Hirschfeld)‏ (و. 1847 – 1895 م) هو عالم إنسان، ومؤرخ الفن، وعالم آثار، وأستاذ جامعي، وباحث في تاريخ العصور الكلاسيكية، وعالم آثار كلاسيكية، وجغرافي من مملكة بروسيا، كان عضوًا في المعهد الألماني للآثار، توفي في فيسبادن، عن عمر يناهز 48 عاماً.

## التعليم
تعلم في جامعة توبنغن، وتعلم في جامعة لايبتزغ، وتعلم في جامعة فريدرش فيلهيلم في برلين
.